# Виклунд, Адольф (композитор)
Адольф Виклунд (швед. Adolf Wiklund; 5 июня 1879, Лонгсеруд, лен Вермланд — 2 апреля 1950, Стокгольм) — шведский композитор, дирижёр и музыкальный педагог.

## Биография
Сын органиста, младший брат Виктора Виклунда, оказавшего на него заметное влияние в детские годы. Занимался музыкой как любитель с двенадцатилетнего возраста. С 16 лет учился в инженерном училище в Эскильстуне, однако через год успешная премьера сочинённого Виклунда Романса для скрипки и фортепиано позволила ему посвятить себя музыке. В 1897—1901 гг. он учился в Стокгольмском Королевском колледже музыки, получив в итоге диплом как органист и учитель музыки. Затем совершенствовался как пианист под руководством Рихарда Андерссона, изучал контрапункт под руководством Юхана Линдегрена. Кроме того, творческие горизонты Виклунда значительно расширились благодаря общению с Вильгельмом Стенхаммаром, познакомившим своего младшего товарища с произведениями Антона Брукнера и Яна Сибелиуса.
В 1902 году премьера первого взрослого сочинения — Концертштюка для фортепиано с оркестром Op. 1 — в авторском исполнении (дирижировал Тур Аулин) была встречена единодушным одобрением шведской музыкальной критики. Успех предоставил Виклунду новые возможности, и он отправился совершенствовать своё мастерство в Берлин, где занимался пианистическим искусством у Ферруччо Бузони и Джеймса Кваста. 
В 1907 году Виклунд занял должность репетитора в оперном театре Карлсруэ, через год приступил к работе в Берлинской опере в той же должности. В 1911 г. вернулся в Швецию как дирижёр Королевской оперы, оставаясь на этом посту до 1924 года; в дальнейшем много работал с различными шведскими оркестрами.
Наибольшее значение в творчестве Виклунда имеют два фортепианных концерта — Op. 10 ми минор (1907) и Op. 17 си бемоль минор (1917), пользовавшиеся широкой известностью в Швеции, а отчасти и за её пределами (второй из них, в частности, исполнял Вильгельм Бакхаус); новейшую запись обоих осуществил в рамках проекта «Романтический фортепианный концерт» Мартин Стурфельт. Кроме того, Виклунду принадлежат Симфония Op. 20 (1922), симфоническая поэма «Летняя ночь и рассвет» (швед. Sommarnatt och soluppgång) Op. 19 (1918), соната для скрипки и фортепиано, фортепианные и вокальные сочинения.